# Michel d'Arande
Michel d’Arande, natif des environs de Tournai, est un théologien français du XVIe siècle.

## Biographie
Issu d’une famille noble du Dauphiné, d’Arande commença par se faire moine de l’ordre des Augustins. En 1521, il est aux ordres de Guillaume Briçonnet, évêque de Meaux,  qui l’envoya à la sœur de François Ier, Marguerite de Navarre et à sa mère Louise de Savoie. Dès la fin de l’année 1521, il devint peu après leur aumônier. En 1523, il prêcha, grâce à sa protectrice, Marguerite, l’Avent à la cathédrale de Bourges où il devait, sur son insistance, prêcher encore le carême de 1524, mais l’archevêque lui fait interdire la chaire. Marguerite était disposée à ne pas tenir compte de cette interdiction, mais Briçonnet recommanda d’y obtempérer. Dès lors, il évangélisa, pendant l’année 1524, Alençon, puis Mâcon, en allant rejoindre Marguerite à Lyon où il se trouva en octobre. Il y prêcha l’Évangile avec tant de force qu’il fut éloigné de Marguerite.
En 1525, le Parlement de Paris intenta un procès à Briçonnet, et ordonna à Louise de Savoie, par un arrêt du 3 octobre, de lui envoyer Michel d’Arande qu’il voulait interroger. Au lieu de se rendre à Paris, comme il en avait reçu l’injonction, celui-ci se réfugia à Strasbourg d’où il put revenir au commencement de l’année suivante parce qu’il fut, grâce à sa protectrice. Celle-ci le fit venir et lui communiqua son dessein d’introduire l’Évangile dans l’Église catholique de France, en la renouvelant sans la détruire. « Je vous ai fait nommer, lui dit-elle, évêque de Saint-Paul-Trois-Châteaux, en Dauphiné ; allez et évangélisez votre diocèse. » La Réforme avait déjà été répandue dans le Dauphiné par Farel et par d’autres. Il est difficile de dire si Michel D’Arande partageait les vues de Marguerite, ou si l’ambition y fut pour quelque chose, mais d’Arande accepta l’offre de Marguerite, s’installa et fut reçu en grande pompe le 7 juin 1526. Il jouissait alors d’une grande réputation d’éloquence et passait pour avoir prêché la Réforme sans restriction. En dédiant à Marguerite d’Angoulême son commentaire sur le prophète Osée (1528), Capiton, l’un des réformateurs de Strasbourg, citait en première ligne, parmi les hommes « plus capables que lui-même, » de l’encourager à persévérer dans la profession du pur Évangile, Michel d’Arande dont il avait fait la connaissance personnelle trois années auparavant et qu’il caractérisait ainsi : « D’une si sérieuse éloquence, d’une piété si remarquable, d’une fidélité si scrupuleuse à mettre d’accord son titre et ses devoirs d’évêque. » À l’instar de sa protectrice, l’évêque de Saint-Paul-Trois-Châteaux ne croyait pas que pour obéir à l’Évangile il fût indispensable de sortir de l’Église catholique. Non seulement, à cette époque, la scission entre la nouvelle et l’ancienne Église n’était pas encore absolue, mais, dans l’Église catholique elle-même, les évêques jouissaient d’une bien plus grande indépendance qu’après le concile de Trente. Aussi, un certain nombre d’entre eux qui étaient ouvertement favorables à la Réforme, ou bien ne furent nullement inquiétés, comme celui de St.-Paul, ou bien ne le furent que beaucoup plus tard.
Il n’existe aucun texte authentique sur la manière dont Michel d’Arande parvint à concilier ses convictions avec les rites traditionnels de son Église. Il est probable que, comme son ancien collègue, Gérard Roussel, évêque de Nérac, devenu évêque d’Oloron, il remplaça le latin par le français et modifia certains rituels comme celui de la messe, dans le sens évangélique. Il est certain que cet épiscopat de treize années dut encourager bien plutôt que combattre ceux qui propageaient secrètement la Réforme dans cette partie du Dauphiné et que ces efforts de l’évêque pour concilier l’obéissance à l’Évangile avec la soumission aux traditions de l’Église ne tardèrent pas à lui paraitre inexcusables. On a de lui, une lettre adressée au commencement de l’année 1536 à son compatriote Guillaume Farel qui depuis plus de dix ans, avait, non sans déchirement, rompu avec une Église devenue, à ses yeux, non seulement infidèle, mais hostile à l’Évangile. Dans cette lettre, faisant allusion aux reproches qu’au moment de mourir, leur ancien maitre Lefèvre d’Étaples, s’était adressés pour ne pas avoir, lui aussi, plus courageusement confessé la vérité, Michel d’Arande se reconnait coupable de la même faute. Il supplie Farel de ne pas l’abandonner, mais de l’aider, par ses exhortations à sortir de ce « profond bourbier dans lequel il n’y a rien de solide », et se caractérise lui-même en signant « tardivus », tardif à embrasser le seul bon parti. Ce sont probablement ces remords qui déterminèrent à résigner ses fonctions trois ans plus tard, en 1539.

## Sources
- Bulletin historique et littéraire de la Société de l’histoire du protestantisme français, t. 56, Paris, Au Siège de la Société, 1907, p. 324-7.